# The Deserving
The Deserving é um filme de 2024 de terror dirigido por Koka Singh Arora. Foi lançado pela The Horror Collective nos Estados Unidos em 1 de outubro de 2024.

## Sinopse
Após ser atormentado pelas assombrações de suas vítimas, Karter, um assassino em série e fotógrafo profissional, decide se matar, mas seu plano é interrompido por um novo cliente.

## Elenco
- Venkat Sai Gunda - Karter
- Simone Stadler - Lucy Hill
- Kelsey Stalter - Lucy II

## Recepção
Em sua crítica para o Film Threat, Terry Sherwood avaliou-o com 8/10 dizendo que "o que é interessante sobre The Deserving é o estilo de narrativa que Arora usa em todo o filme." No The Guardian, Catherine Bray avaliou-o com 2 de 5 estrelas, chamando-o de "história frustrante que não tem o peso narrativo que sua premissa merece."